# Прудцы (Московская область)
Прудцы — деревня в Дмитровском районе Московской области, в составе городского поселения Дмитров. Население — 45 чел. (2010). До 1939 года — центр Прудцевского сельсовета. До 2006 года Прудцы входили в состав Внуковского сельского округа.

## Расположение
Деревня расположена в центральной части района, примерно в 4 км северо-восточнее Дмитрова, на запруженном безымянном левом притоке реки Якоть, высота центра над уровнем моря 165 м. Ближайшие населённые пункты — Пересветово на западе и посёлок Рыбное на востоке.

## Население
| 2002 | 2006 | 2010 |
| ---- | ---- | ---- |
| 51   | ↘39  | ↗45  |

## Известные жители
- Андрей Иванович Аргунов (1904-1938) - мученик, святой Русской православной церкви